# Награда Златни кључ (намештај)
Златни кључ је признање које се додељује на Међународној изложби намештаја, опреме и унутрашње декорације и међународној изложби репроматеријала и алата за обраду дрвета.
Додељује се у девет категорија тј. девет робних група као што је нпр. опремање простора за младе, класичан етно намештај, изузетно естетско решење експоната и сл...